# Antoni Wawrzyniak

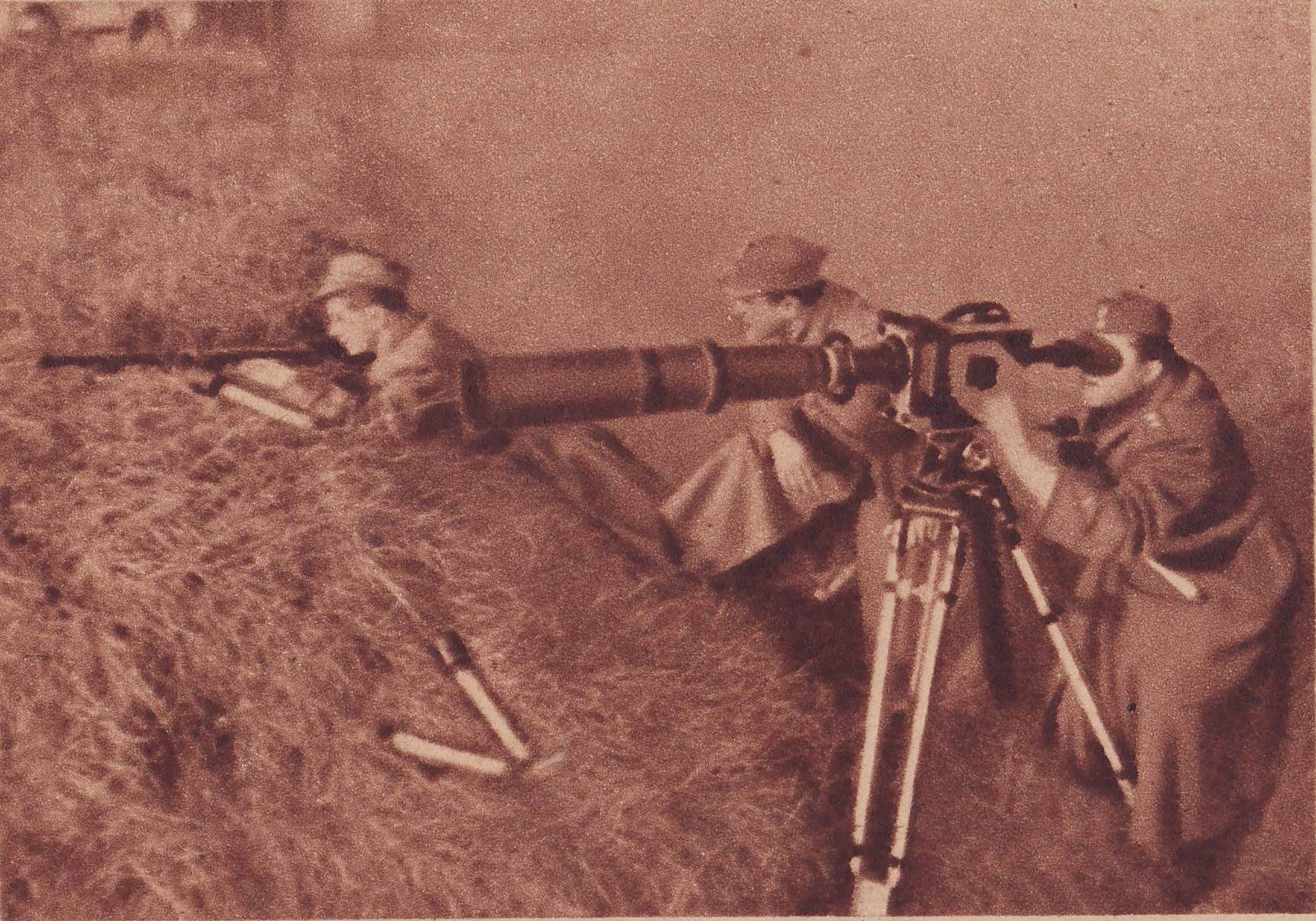
Antoni Wawrzyniak i Jerzy Urbaniak filmują walki z oddziałami Ukraińskimi w województwie Rzeszowskim w 1946 roku.

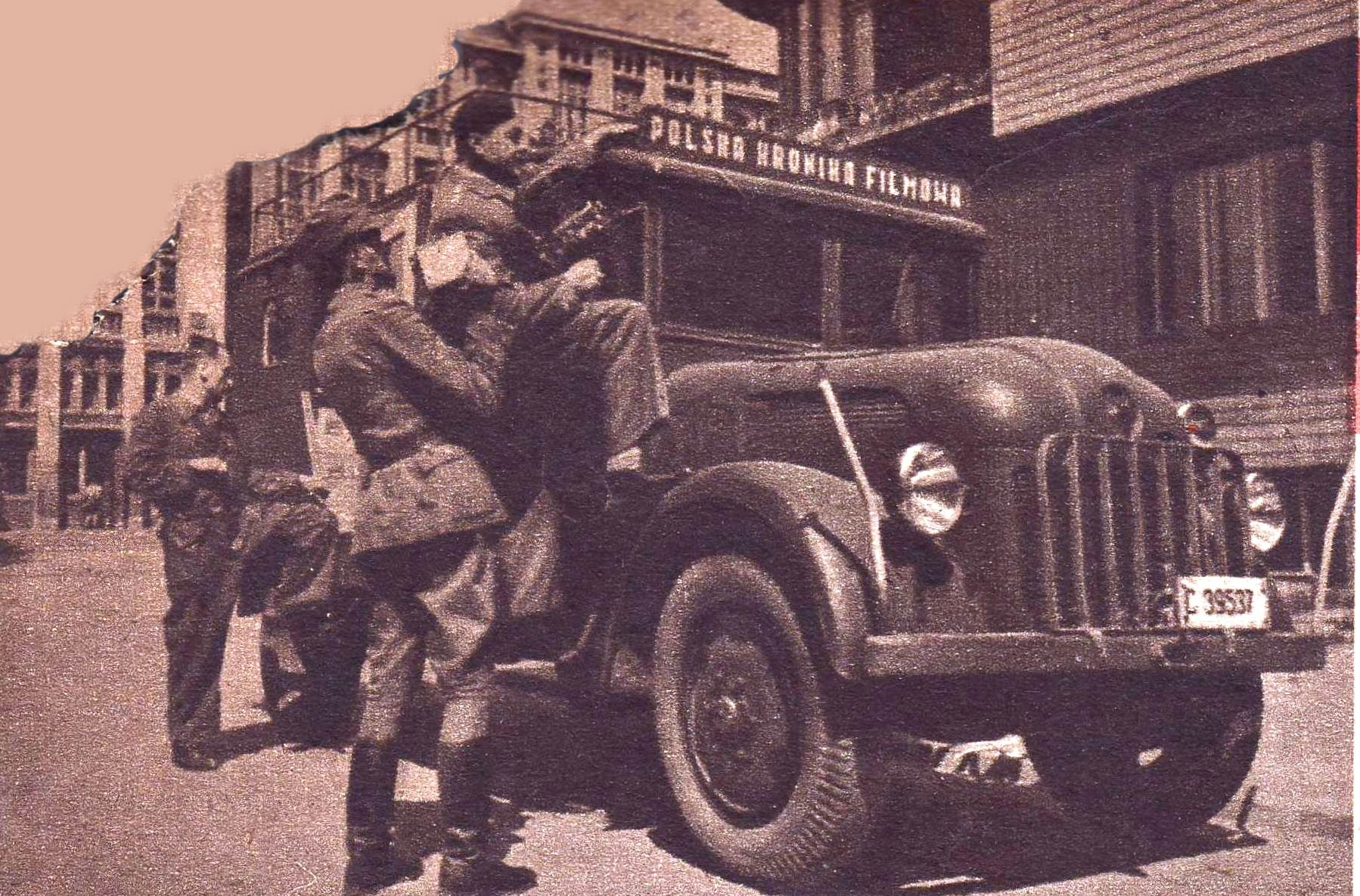
Antoni Wawrzyniak i asystent ładują sprzęt filmowy do samochodu Kroniki Filmowej

Antoni Wawrzyniak ps. Antonio (ur. 13 czerwca 1883 w Warszawie, zm. 6 września 1954 w Łodzi) – polski operator filmowy, żołnierz podziemia niepodległościowego w czasie II wojny światowej, starszy sierżant AK, uczestnik powstania warszawskiego, w czasie którego działał jako operator filmowy Referatu Filmowego Biura Informacji i Propagandy Komendy Głównej AK.
Jako operator filmowy pracował już w 20-leciu międzywojennym, między innymi na planie Pana Tadeusza z 1928 r., w reż. Ryszarda Ordyńskiego. W czasie powstania warszawskiego jako operator Powstańczej Kroniki Filmowej, dokumentował działania  na terenie Śródmieścia Północ. Po zakończeniu II wojny światowej pracował w Wytwórni Filmów Oświatowych, głównie nad filmami krótkometrażowymi. W dorobku jako operator miał takie filmy dokumentalne jak: Zagłada Berlina z 1945 r., Szubienice w Stuthoffie z 1946 r., Zwalczamy gruźlicę, Przetwórstwo ziemniaczane i Dzień pracy w PDT z 1950 r., Pieśń pracy z 1951 r. W 1954 odznaczony Srebrnym Krzyżem Zasługi. 
Zdjęcia jego autorstwa znalazły się w filmie Powstanie Warszawskie (2014) - został za nie pośmiertnie nominowany do Polskiej Nagrody Filmowej w 2015. 